# العلاقات السريلانكية الناوروية
العلاقات السريلانكية الناوروية هي العلاقات الثنائية التي تجمع بين سريلانكا وناورو.

## مقارنة بين البلدين
هذه مقارنة عامة ومرجعية للدولتين:
| وجه المقارنة                                              | سريلانكا                         | ناورو                          |
| --------------------------------------------------------- | -------------------------------- | ------------------------------ |
| المساحة (كم2)                                             | 65.61 ألف                        | 21                             |
| عدد السكان (نسمة)                                         | 21.44 مليون                      | 10.08 ألف                      |
| الكثافة السكانية (ن./كم²)                                 | 326.78                           | 48.00 ألف                      |
| العاصمة                                                   | سري جاياواردنابورا كوتي، كولمبو  | ضاحية يارين                    |
| اللغة الرسمية                                             | اللغة السنهالية، اللغة التاميلية | اللغة الناورونية، لغة إنجليزية |
| العملة                                                    | روبية سريلانكي                   | دولار أسترالي                  |
| الناتج المحلي الإجمالي (بليون دولار)                      | 87.17 مليار                      | 113.88 مليون                   |
| الناتج المحلي الإجمالي (تعادل القوة الشرائية) بليون دولار | 246.62 مليار                     | 162.98 مليون                   |
| الناتج المحلي الإجمالي الاسمي للفرد دولار أمريكي          | 3.93 ألف                         | 9.83 ألف                       |
| الناتج المحلي الإجمالي للفرد دولار أمريكي                 | 11.11 ألف                        |                                |
| مؤشر التنمية البشرية                                      | 0.757                            |                                |
| رمز المكالمات الدولي                                      | +94                              | +674                           |
| رمز الإنترنت                                              | .lk،                             | .nr                            |
| المنطقة الزمنية                                           | ت ع م+05:30                      | ت ع م+12:00                    |

## منظمات دولية مشتركة
يشترك البلدان في عضوية مجموعة من المنظمات الدولية، منها:
| علم المنظمة | اسم المنظمة                   | تاريخ انضمام سريلانكا | تاريخ انضمام ناورو |
| ----------- | ----------------------------- | --------------------- | ------------------ |
|             | يونسكو                        | 14 نوفمبر 1949        | 17 أكتوبر 1996     |
|             | بنك التنمية الآسيوي           | 1966                  | 1991               |
|             | منظمة حظر الأسلحة الكيميائية  | ?                     | ?                  |
|             | الاتحاد البريدي العالمي       | ?                     | ?                  |
|             | منظمة الشرطة الجنائية الدولية | ?                     | ?                  |
|             | الأمم المتحدة                 | 14 ديسمبر 1955        | 14 سبتمبر 1999     |
|             | الاتحاد الدولي للاتصالات      | 1897                  | 10 يونيو 1969      |
|             | دول الكومنولث                 | 1948                  | ?                  |

## وصلات خارجية
- موقع وزارة الخارجية السريلانكية